# Clark Kent
Clark Joseph Kent (soms Clark Jerome Kent) is het geheime alter ego van Superman. In de populaire cultuur staat Clark Kent gelijk aan geheime identiteit en camouflage voor heimelijke motieven en activiteiten.
Clark is in 1966 geboren en in de serie Smallville wordt verteld dat hij vroeger bevriend was met Lex Luthor die naar zijn geboorteplaats en waar hij toen nog woonde met zijn ouders - Smallville - is gekomen om voor 1 van zijn vaders bedrijven te werken.
In de oorspronkelijke strips van Superman is Clark Kent de oplossing voor het probleem dat een superheld niet vierentwintig uur per dag als superheld kan functioneren en gekleed gaan. Clark Kent is dus een vermomming. Hoewel de naam en zijn persoonlijke geschiedenis zijn afgeleid van zijn leven bij zijn adoptief ouders, is Clark Kent zo vormgegeven dat Superman er zo weinig mogelijk last en zo veel mogelijk profijt van heeft. Hij werkt als verslaggever bij de Daily Planet en is zo eerder op de hoogte van schokkend nieuws dan het gewone publiek en kan hij als Superman waar mogelijk een handje helpen. Als journalist heeft hij een reden om aanwezig te zijn op een plaats van misdaad en het beroep brengt met zich mee dat het niet veel uitmaakt waar hij uithangt, zolang hij zijn deadlines maar haalt.
Clark Kent draagt onder zijn normale kleren (doorgaans een zakelijk pak, stropdas en bril) het Supermankostuum, waardoor hij makkelijk tussen beide persoonlijkheden kan wisselen. Om ervoor te zorgen dat men niet in de gaten krijgt dat het om een en dezelfde persoon gaat, is Clark Kent een passieve en introverte man, hij is conservatief, praat met een wat hogere stem en heeft een slungelige houding en draagt een bril. In de loop der jaren is veel gediscussieerd over de vraag waarom het niemand opvalt dat Clark Kent Superman is. De manier waarop Christopher Reeve de rol in verschillende Superman-films speelde heeft de vermomming echter voor velen geloofwaardig gemaakt.
Lois Lane is een collega-journalist van Clark Kent en de vrouw op wie hij heimelijk verliefd is. Lois' aanbidding van Superman en haar afwijzingen van Clark Kents stuntelige avances is een terugkerend thema in de strips, de films en de televisieseries.
Hoewel Clark Kent in de strips oorspronkelijk een dekmantel is, wordt in de moderne televisiebewerkingen Lois & Clark: The New Adventures of Superman en Smallville meer nadruk op hem gelegd. De indruk ontstaat hierdoor dat Clark Kent het 'echte' personage is en Superman slechts één aspect van zijn persoonlijkheid dat zijn leven verregaand compliceert. In Lois & Clark wordt hij gespeeld door Dean Cain, in Smallville door Tom Welling.